# Chrysocraspeda leighata
Chrysocraspeda leighata är en fjärilsart som beskrevs av W. Warren 1904. Chrysocraspeda leighata ingår i släktet Chrysocraspeda och familjen mätare. Inga underarter finns listade i Catalogue of Life.